# Ludwig von Gebsattel
Ludwig Hermann Freiherr von Gebsattel (Würzburg, 15. siječnja 1857. – München, 20. rujna 1930.) je bio njemački general i vojni zapovjednik. Tijekom Prvog svjetskog rata zapovijedao je III. bavarskim korpusom na Zapadnom bojištu. 

## Vojna karijera
Ludwig von Gebsattel rođen je 15. siječnja 1857. u Würzburgu. Sin je Viktora Emila Gebsattela i Emme Gebsattel rođene Guttenberg. U bavarsku vojsku stupio je u kolovozu 1875. godine služeći u 1. ulanskoj pukovniji. Od listopada 1887. pohađa Bavarsku vojnu akademiju u Münchenu, te se nakon završetka iste s činom poručnika vraća na službu u 1. ulansku pukovniju. Od listopada 1891. služi u Glavnom stožeru bavarske vojske, dok se od svibnja 1892. nalazi na službi kao pobočnik u 1. bavarskoj konjičkoj brigadi. Istodobno s tim imenovanjem u lipnju 1892. promaknut je u čin konjičkog satnika. U rujnu 1895. postaje zapovjednikom satnije u 1. ulanskoj bavarskoj pukovniji u kojoj služi do veljače 1897. kada prelazi na službu u bavarski Glavni stožer. U listopadu te iste godine unaprijeđen je u čin bojnika, te premješten na službu u stožer 6. bavarske divizije u Regensburgu. Potom od listopada 1899. služi u Glavnom stožeru njemačke vojske u Berlinu, da bi u kolovozu 1900. bio upućen u stožer Istočnoazijskog ekspedicijskog korpusa u sklopu kojeg sudjeluje u gušenju Bokserskog ustanka. 
Po povratku iz Azije, Gebsattel od kolovoza 1901. služi u bavarskom Glavnom stožeru, da bi ubrzo mjesec dana poslije bio raspoređen u stožer II. bavarskog korpusa sa sjedištem u Würzburgu. U lipnju 1902. imenovan je načelnikom stožera III. bavarskog korpusa smještenog u Nürnbergu, te je istodobno s tim imenovanjem u srpnju promaknut u čin potpukovnika. Navedenu dužnost obnaša do ožujka 1904. kada je imenovan glavnim predstavnikom bavarske vojske pri Glavnom stožeru u Berlinu. U rujnu te iste godine promaknut je u pukovnika, čin general bojnika dostiže u ožujku 1907., dok je u general poručnika unaprijeđen u travnju 1910. godine. U prosincu 1911. postaje zapovjednikom 2. bavarske divizije koju dužnost obnaša do ožujka 1914. kada je promaknut u čin generala konjice i imenovan zapovjednikom III. bavarskog korpusa sa sjedištem u Nürnbergu na kojoj dužnosti dočekuje i početak Prvog svjetskog rata.

## Prvi svjetski rat
Na početku Prvog svjetskog rata III. bavarski korpus ulazi u sastav 6. armije kojom je na Zapadnom bojištu zapovijedao bavarski princ Rupprecht. Zapovijedajući III. bavarskim korpusom Gebsattel sudjeluje u Bitci u Loreni za koje zapovijedanje je odlikovan najvišim bavarskim odlikovanjem Ordenom Maxa Josefa. U jesen 1915. Gebsattel s III. bavarskim korpusom sudjeluje u Drugoj bitci u Champagni, da bi u ljeto 1916. III. bavarski korpus bio premješten u sastav 1. armije u sklopu koje sudjeluje u Bitci na Sommi. Za zapovijedanje u navedenoj bitci Gebsattel je 4. listopada 1916. odlikovan ordenom Pour le Mérite.
U siječnju 1917. Gebsattel je zapovjedništvo nad III. bavarskim korpusom prepustio Hermannu von Steinu, dok je on premješten u pričuvu. Ubrzo međutim, u lipnju 1917., imenovan je zamjenikom zapovjednika II. bavarskog korpusa koju dužnost je obnašao do kraja rata.

## Poslije rata
Nakon završetka rata Gebsattel se s 1. siječnjem 1919. umirovio, te se posvetio pisanju. Preminuo je 20. rujna 1930. godine u 74. godini života u Münchenu. Od veljače 1883. bio je oženjen sa Sophiom Olusfjewom s kojom je imao sina i kćer.

## Vanjske poveznice
(eng.) Ludwig von Gebsattel na stranici Prussianmachine.com

(njem.) Ludwig von Gebsattel na stranici Deutschland14-18.de

(njem.) Ludwig von Gebsattel na stranici Bayerische-landesbibliothek-online.de